# Бой при Ташкисене
Бой при Ташкисене — сражение в период Русско-турецкой войны, которое состоялось возле деревни Ташкисен (современные Саранци, Болгария) 19 (31) декабря 1877 года.
Бой вёлся в горной местности, в зимний период (в декабре), по колено и выше в снегу, в сумерках короткого зимнего дня и ночью, показав высокую выучку гвардейских и армейских офицеров и нижних чинов Вооружённых сил Российской империи.

## Предыстория
Утомленный позиционными боями, осени 1877 года, Западный отряд генерала И. В. Гурко двинулся 13 (25) декабря 1877 через Балканы в направлении Софии.

## Дело
Временное формирование (Западный отряд) Российской армии состояло из 40 батальонов, 16 эскадронов и 4 пушек, и действовало 6 колоннами в направлении к Софии. 
Командующий одной из колонн генерал-майор А. Н. Курлов решил атаковать османские войска в ночь с 18 (30) на 19 (31) декабря 1877 года. Атака, на отряд Бекер-паши, началась в 22:00, силами Волынского лейб-гвардейского полка и Петербургского гренадерского полка. При атаке ташкисенской позиции османов 19 декабря, колонна генерала Курлова была встречена сначала артиллерийским, а потом и ружейным огнём. Несмотря на это, она стройно подвигалась вперёд, имея впереди себя весьма густую цепь стрелков и будучи построена в несколько линий ротных колонн.
Лейб-гвардии Волынский полк повёл атаку с фронта, а Санкт-Петербургский гренадерский полк начал обходить левый фланг турок. Подготовив атаку сильным ружейным огнём, оба полка бросились в атаку.
Турки, обходимые с левого фланга, не выдержали натиска, в беспорядке отступили с первого гребня и бегом начали занимать второй гребень. Но теснимые по пятам волынцами и постоянно обходимые с левого фланга, не успели удержаться и на втором кряже и, отступая всё в большем и большем беспорядке, отдали русским войскам самую высокую гору.
Заняв ключевую позицию, около 2 часов по-полудни, генерал А. Н. Курлов приостановил наступление, чтобы дать войскам привести свои части в порядок. Это было весьма кстати, потому что турки, видя столь большую опасность своему пути отступления, собрали в Дольних Комарцах около 10 таборов и бросились против Санкт-Петербургского полка.
Генерал Курлов был немедленно поддержан двумя батальонами Костромского пехотного полка и прибывшим из резерва Финским стрелковым батальоном; наступление турок было остановлено и они были отброшены с чувствительным уроном. В это же время с севера деревни атакуют войска колонны генерал-майора О. Е. Рауха. Во время боя артиллерийский снаряд попал прямым попаданием на османский склад боеприпасов. В формированиях османской армии возникла паника и они бежали с поля боя. Попытки турецких командиров и английских военных советников остановить бегство подчинённых ни к чему не привели и укреплённые позиции состоящие из 5 мощных редутов, соединенных между собой облицованными люнетами были брошены.
Для выяснения положения армии Шакир-паши, после Ташкисенского боя, 19 декабря, генерал Гурко, послал для рекогносцировки Н. В. Клейгельсона с 30 нижними чинами конного конвоя, и он блестяще выполнив данное поручение, и при этом захватил в плен из отступающей колонны турок более тысячи человек личного состава с обозом.

## Значение
Бой при Ташкисене завершил переход Западного отряда Русской армии (генерал Гурко) через Балканы, открыл путь в южную Болгарию и позволил 23 декабря 1877 (4 января 1878) занять Софию.

## Память
- Бой при Ташкисене увековечен на Колонне Славы в Санкт-Петербурге (1886 год).
- «Бой при Ташкисене 19 декабря 1877 года» («Дело при Ташкисене») запечатлен в одноименной картине П. А. Суходольского (1887 год)[7]